# اتابکان فارس
اتابکان فارس یا سَلغُریان گروهی از تُرکمانان بودند که از نیمه قرن ۶ هجری (۱۲ میلادی) در زمان ضعف دولت سلجوقیان قدرت را در فارس به دست گرفتند.
سلغریان (۵۴۳–۶۸۶ق/۱۱۴۸–۱۲۸۷م) در فارس حکومت کردند. این خاندان به سلغر (یا سالور) طایفه‌ای از تُرکمانان (ترکان اوغوز) انتساب دارند. سلغریان در قرن پنجم هجری به همراه طغرل بیک از آسیای مرکزی به خراسان مهاجرت کردند. یکی از نوادگان سلغر بنام سنقر بن مودود در سال ۵۴۳ق/۱۱۴۸م. بر فارس تسلط یافت و سلسله‌ای تشکیل داد که یک قرن و نیم دوام یافت. اتابک سعد تبعیت سلطان محمد خوارزمشاه را پذیرفت و دو قلعه استخر و اُشکوان را به او واگذاشت. این سلسله را عاقبت مغول از میان برداشت. سعدی معاصر ابوبکر بن سعد بوده‌است.

## فهرست حکمرانان
حکمرانان اتابکان فارس عبارتند از:
1. سُنقُر بن مودود ۱۱۴۸ تا ۱۱۶۱ میلادی (۵۴۳ تا۵۵۶ هجری قمری): او قدرت را در فارس در دست گرفت اما خراجگزار سلجوقیان بود.[۶] مظفرالدین سنقر بن مودود مدرسهٔ سنقریه، قنات‌ها و بازارهای متعددی در شهر شیراز ایجاد کرد. پس از مرگش، آرامگاه او در مدرسهٔ سنقریه به حرم و زیارت‌گاه تبدیل شد. دو سده پس از درگذشتش، سوگند به نام او نزد محکمه‌های دینی آن زمان پذیرفته می‌شد.[۷]
2. زنگی بن مودود ۱۱۶۱ تا ۹–۱۱۷۸ میلادی (۵۷۴ هجری قمری): برادر سنقر که او نیز لقب مظفرالدین را برای خود برگزید و همچنان قیومیت سلجوقیان را پذیرفت. وی توانست بر تمام نیروهای مخالف چیره شود و سلجوقیان کرمان را که قصد دخالت در امور فارس را داشتند عقب راند.[۶]
3. مظفرالدین تکله بن زنگی ۹–۱۱۷۸ تا ۱۱۹۴ میلادی (۵۷۴–۵۹۴ هجری قمری): فرزند زنگی ملقب به «وارثِ مُلکِ سلیمان» که در منابع از او به عنوان حکمرانی عادل به نیکی یاد شده‌است. البته به گفته اسپولر در دانشنامهٔ ایرانیکا چنین مدح‌هایی لزوماً نمی‌تواند درست باشد.[۶] وی در جنگ با پسرعمویش طغرل کشته شد.
4. طغرل بن سنقر ۱۱۹۴ تا ۱۲۰۳ میلادی: پس از کشته شدن تکله در جنگ با طغرل، برادر تکله، سعد بن زنگی جنگ را ادامه داد و عاقبت طغرل را کشت و حکومت را به دست گرفت.
5. سعد بن زنگی ۱۲۰۳ تا ۱۲۳۱ میلادی: او حکمران دادگری بود و سیاست مالیات‌های کم و پشتیبانی از کشاورزی و هنر را در پیش گرفت. بناها و بازارهایی در شیراز ساخت و حصاری به گرد شهر کشید.
6. ابوبکر بن سعد ۱۲۳۱ تا ۱۲۶۰ میلادی: به تدبیر او در حملهٔ چنگیز خان مغول، شیراز از ویرانی و کشتار در امان ماند چرا که حکمران سلغری، ابوبکر بن سعد، به پرداخت مالیات به مغولان رضایت داد.[۷] در زمان او، بر اهمیت سیاسی و اقتصادی شیراز افزوده شد و وی نیز، مانند پدرش، از دانشمندان و شاعران پشتیبانی می‌کرد. سعدی، شاعر بزرگ ایرانی، تخلص خود را از نام پسر وی سعد بن ابوبکر گرفته و دیباچهٔ گلستان را نیز به نامش کرده‌است.[۶]
7. اتابک محمد بن سعد ۱۲۶۰ تا ۱۲۶۲ میلادی: تنها پسر سعد بن ابوبکر بود به همراه دو خواهر به نام‌های سَلغُم و اَبِش و چون پدرش اندکی بعد از مرگ پدربزرگش درگذشت و حکومت وارثی نداشت او را به تخت نشاندند. اما چون دوازده سال بیشتر نداشت مادرش ترکان خاتون ادارهٔ امور را بر عهده گرفت. دو سال بعد، از بام کاخ به زمین افتاد و کشته شد.
8. محمد بن سَلغُر ۱۲۶۲ تا ۱۲۶۳ میلادی: پس از کشته شدن تنها پسر سعد، حکومت به داماد او یعنی محمد، شوهر سلغُم رسید که پسرعموی سعد هم بود. اما چون به تخت نشست، به خوشگذرانی پرداخت و از کارهای کشور غفلت کرد. در نتیجه، ترکان خاتون به یاری برخی از امیران او را توقیف کرد و به اردوی هلاکوخان فرستاد.
9. سلجوق‌شاه بن سَلغُر ۱۲۶۳ تا ۱۲۶۴ میلادی: با نظر امیران، برادر «محمد بن سلغر» که نامش سلجوق‌شاه بود به حکومت رسید. سلجوق‌شاه با فرمانروایان مغول درافتاد و کشته شد.
10. اَبِش دختر سعد بن ابوبکر معروف به ابش خاتون: پس از مرگ سلجوقشاه چون از دودمان سَلغُریان جز اَبِش و سَلغُم کسی باقی نمانده بود و اَبِش از مدتی پیش نامزد پسر هلاکوخان، منکو تیمور بود، حکومت به او رسید ولی در دوران او عملاً مغول‌ها شیراز را اداره می‌کردند. یک سال بعد اَبِش با منکو تیمور ازدواج کرد و مهریهٔ او بخشش خراج شیراز بود. بدین ترتیب اتابکان فارس در سال ۶۸۵ هجری (۱۲۸۷–۱۲۸۶ میلادی) منقرض شد.[۷]